# Pollaplonyx reticulata
Pollaplonyx reticulata är en skalbaggsart som beskrevs av Siuiti Murayama 1941. Pollaplonyx reticulata ingår i släktet Pollaplonyx och familjen Melolonthidae. Inga underarter finns listade i Catalogue of Life.